# Imbralyx
Imbralyx é um género botânico pertencente à família Fabaceae.